# Хуан Цзунъин
Хуа́н Цзунъи́н (кит. 黄宗英; 13 июля 1925 года — 14 декабря 2020) — китайская актриса и писательница. За свою непродолжительную кинокарьеру снялась лишь в 10 фильмах, половина из которых в настоящее время утеряна. После окончания кинокарьеры Хуан Цзунъин стала активно заниматься писательской и журналистской деятельностью.
Поскольку свою актёрскую карьеру Хуан начала ещё во время японо-китайской войны, в годы «культурной революции» она была подвергнута критике, тогда как её муж Чжао Дан — звезда китайского кино 30-х гг. — оказался в тюрьме, а их дети отреклись от них.
После окончания «культурной революции» писательница была реабилитирована, она принимала участия во всекитайских и международных конгрессах деятелей искусства, а также появилась в двух картинах: «Неоконченная шахматная партия» и «Слёзы в свадебном паланкине».

## Биография

### Детство и юность
Хуан Цзунъин родилась 13 июля 1925 года в Пекине. Девочка стала третьим ребёнком в семье инженера Хуан Цэнмина (黄曾铭) и домохозяйки Чэнь Цун (陈聪). Кроме неё в семье воспитывались две старшие дочери Цэнмина от первого брака. Когда девочке исполнилось пять, Цзэнмин получил должность инженера-телефониста в Циндао и вскоре перевёз туда вся семью. Через четыре года он умер от тифа, оставив жену и семерых детей без средств для существования.
Оставшись без главы семейства, семья Цзунъин переехала к родственникам в Тяньцзинь. Здесь же девочка поступила в начальную школу. Когда Цзунъин исполнилось тринадцать лет, состоятельные семьи начали засылать к ней сватов, при этом условия брака подразумевали обеспечение достойной жизни ей и её семье, обучение в Китае или заграницей. Спустя многие годы Хуан Цзунъин вспоминала: «Это выглядело так, словно меня с мамой покупают. Да к тому же я была ещё маленькой, поэтому мы так никому и не ответили согласием». Сама девочка мечтала после окончания школы стать секретаршей или медсестрой.
Осенью 1941 года старший брат Цзунъин, Цзунцзян (宗江), вернулся с Шанхая и сообщил сестре, что недавно созданная Шанхайская профессиональная труппа, участником которой он являлся, набирает актёров, и Цзунъин может попробовать свои силы. Девушка приняла предложение и в скором времени прибыла в Шанхай. Её приняли в труппу, но поначалу только на должность материаловеда: ей было поручено отвечать за бутафорию и сценический реквизит, но вместе с тем у неё появилась возможность наблюдать за актёрами, учить слова и запоминать движения. Вскоре Хуан Цзунъин сама стала играть на сцене. Однако начало тихоокеанской войны положило конец мирной жизни в Шанхае, а вместе с тем и успешному началу актёрской карьеры Цзунъин. Труппа была распущена, а Цзунъин вместе со старшим братом на время поселилась у директора труппы Хуан Цзуолиня. В этом же доме жил другой актёр этой труппы — Го Юаньтун (郭元同). После внезапной болезни Го, во время которой Цзунъин фактически была ему сиделкой, молодой человек сделал предложение девушке, вскоре они вернулись в Пекин и в октябре 1943 года поженились. Накануне свадебной церемонии болезнь Юаньтуна вновь обострилась, после свадебной церемонии его сразу же доставили в больницу. «В первую брачную ночь, — вспоминала актриса, — я сидела дома у родственников Юаньтуна и прописывала иероглифы». Спустя две недели Юаньтун скончался, а Хуан Цзунъин в восемнадцать лет стала вдовой.
В скором времени бывшие коллеги по театральной труппе уговорили Цзунъин вернуться на шанхайскую сцену. После своего возвращения актриса сыграла в пьесе «Сладкая девочка», которая мгновенно принесла ей славу. Отыграв больше сотни спектаклей Цзунъин решила, что больше не желает играть в молодёжных пьесах и покинула Шанхай ради обучения в Пекине. В Пекине она стала вольной слушательницей в Fu Jen Catholic University. Девушка посещала занятия по истории искусства и сценическому мастерству, однако и здесь ей не удалось порвать с актёрской карьерой. После того как шанхайская труппа была распущена многие актёры вернулись домой на Север. Не имея средств к существованию, они были вынуждены вновь вернуться к выступлениям. Здесь им вновь понадобилось помощь Хуан Цзунъин, которая в очередной раз вернулась на театральный подмостки. Здесь же девушка знакомится со студентом Шу Яотанем (述尧坦), который вскоре стал её вторым мужем.

### Карьера актрисы

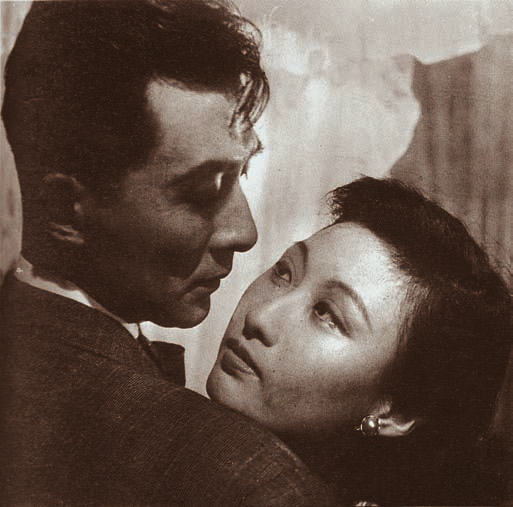
Чжао Дань и Хуан Цзунъин в картине «Счастливая песня»

После окончания японо-китайской войны Хуан Цзунъин получила приглашение от одной из шанхайских кинокомпаний сняться в картине «Преследование». Вслед за этим ей предложили главную роль в картине «Счастливая песня», где на главную мужскую роль был приглашён известный китайский актёр, кумир 30-х гг. — Чжао Дань. В процессе съёмок между молодыми актёрами, которые играли влюблённых на экране, вспыхнули подлинные чувства и после завершения съёмок Хуан отправилась в Пекин, чтобы потребовать развод от Шу Яотаня. Супруг ответил категорическим отказом, и тогда Цзунъин спаковала вещи и, оставив на прощание записку, вернулась в Шанхай к Чжао Даню. Пара поженилась на новый 1948 год. В том же году они подписали долгосрочный контракт с компанией 昆仑公司, деятельность которой полностью контролировалась коммунистам.
Вернувшись в Шанхай, актриса продолжила съёмки в кино, зачастую снимаясь в фильмах, где главную роль играл её новый муж. После провозглашения КНР супруги продолжили актёрскую карьеру, неразлучно появляясь в новых картинах.
В 1951 году Хуан Цзунъин появилась в эпизодической роли в картине «Жизнь У Сюня», где главную роль сыграл Чжао Дань. Сценарий фильма был написан известным кинематографистом Сунь Юем и был утверждён на самом высоком уровне. Сразу после выхода в свети картина получила положительные отзывы, но 20 мая 1951 года «Жэньминь жибао» опубликовала статью, в которой картина была подвергнута уничижительной критике. Под шквал критики попала также и Хуан Цзунъин. Впрочем актриса не прекратила съёмки в фильме, и в 1955 году появилась в картине «Ради счастья детей», режиссёром которого выступил Чжао Дань. Этот фильм уже не имел значительного успех. Последней заметным появлением актрисы на экране стала роль в фильме «Семья» — очередной экранизации романа Ба Цзиня. Здесь девушка исполнила роль наложницы.
В 1959 году снялась в эпизодической роли в фильме «Не Эр», где главную роль опять-таки исполнил её муж.

## Карьера писательницы

Хуан Цзунъин в 1978 году

В ноябре 1950 года она участвовала во II Всемирном конгрессе сторонников мира в Варшаве, став самой молодой участницей китайской делегации. В рамках участия в других конференциях она также посещала Москву. После возвращения из Москвы и Варшавы Хуан Цзунъин получила приглашение от премьера Чжоу Эньлая, который интересовался заграничным опытом молодой актрисы. Именно премьер посоветовал Хуан попробовать себя в качестве журналиста, написать статьи о полученном опыте для газет, в том числе и «Жэньминь жибао». Уже в 1951 году выходит первый сборник её рассказов «和平列车向前行». В 1952 году выходит повесть «爱的故事», в 1955 году — «一个女孩子». В 1964 году выходит её рассказ «小丫扛大旗».
В годы «культурной революции» писательница и её муж были подвергнуты остракизму. Чжао Дань был заключен в тюрьму на пять лет, в течение которых Хуан понятия не имела, жив ли её муж или мертв. Сама Хуан оставалась на свободе, но часто становилась мишенью хунвэйбинов и подвергалась насилию. Ее семья, насчитывающая более десяти человек, ютилась в одной маленькой комнате и выживала на 30 юаней в месяц. Ее собственные дети клеймили её и Чжао Даня как «контрреволюционеров».
К писательской карьере Хуан вернётся лишь в 1981 году, когда будет опубликован её сборник «星». В 1983 году вышли сборники рассказов «橘» и «小木屋». В 1984 году была опубликована книга воспоминаний «他活着:忆赵丹».

## Фильмография
| Год  | Русское название              | Китайское название | Международное название                               |
| ---- | ----------------------------- | ------------------ | ---------------------------------------------------- |
| 1947 |                               | 幸福狂想曲         |                                                      |
| 1947 | 追                            |                    |                                                      |
| 1948 |                               | 鸡鸣早看天         | Look at the Weather When Rooster Crows / The Dawning |
| 1948 | 街头巷尾                      |                    |                                                      |
| 1949 |                               | 丽人行             | Three Girls                                          |
| 1949 |                               | 乌鸦与麻雀         | The Crow and the Sparrow                             |
| 1949 | 喜迎春                        |                    |                                                      |
| 1950 | Жизнь У Сюня                  | 武训传             | The Life of Wu Xun                                   |
| 1953 |                               | 为孩子们祝福       |                                                      |
| 1956 | Семья                         | 家                 | Family                                               |
| 1959 | Ни Эр                         | 聂耳               | Nieh Erh                                             |
| 1982 | Неоконченная шахматная партия | 一盘没有下完的棋   | The Unfinished Chess Game                            |
| 1987 | Слёзы в свадебном паланкине   | 花轿泪             | Le Palanquin des larmes                              |